# 烏丸駅
烏丸駅（からすまえき）は、京都府京都市下京区四条通烏丸東入ル長刀鉾町にある、阪急電鉄京都本線の駅。駅番号はHK-85。

## 概要
四条烏丸交差点の直下（おおむね室町通と東洞院通の間）に位置する。当駅は1963年に阪急京都線が大宮駅から河原町駅（現在の京都河原町駅）まで延伸した際に開業した。京都市営地下鉄烏丸線の四条駅が近接しており、両駅間を乗り継ぐ乗客が多いこともあって全営業列車が停車する。京都市営地下鉄の駅と駅名が異なるのは、阪急京都線が四条通沿いに走るため「四条」を略すのに対し、地下鉄烏丸線が烏丸通沿いに走るため「烏丸」を略しているためである。
阪急京都線の終点である東隣の京都河原町駅とは、直上を走る四条通の真下を貫く地下道で連絡しており、徒歩10分ほどでたどり着ける（両駅間の営業キロは0.9km）。この通りは「地下街」ではなく、構内には両駅の売店や地上へと抜ける連絡階段程度しかない。ただし、四条通沿いに立地する各百貨店へは地下道内に面する出入口や連絡階段を通って出入りできる。

## 歴史
- 1963年（昭和38年）6月17日：京都本線の大宮駅と河原町駅間の延伸に伴い開業する[2]。
- 1983年（昭和58年）6月1日：東西連絡地下道工事のため、東改札口を閉鎖する[3]。
- 1984年（昭和59年）
  - 10月1日：東改札口の供用を再開する[3]。
  - 10月27日：東西連絡地下道が竣工する[3][4][5]。
- 1985年（昭和60年）4月1日：急行10両運転対応に伴うホーム延長工事が完成する[6]。
- 2013年（平成25年）12月21日：駅ナンバリングが導入され、使用を開始[7][8]。

## 駅構造
島式1面2線のホームを有する地下駅。分岐器や絶対信号機を持たないため、停留所に分類される。よって、当駅で緩急接続や折り返しはできない。
改札口は東西の2か所に設けられている。西改札口は四条烏丸交差点の直下に当たり、地下鉄四条駅へは西改札の方が近い。四条東洞院通地下にある東改札は無人状態のことが多い。
西改札口とホームとの間は階段のほかエレベーター・エスカレーターにより連絡している。東改札口とホームとの間は階段のみである。
トイレは狭いホームのもっとも梅田寄りに、上り下り両側から入れるように設置されている。オストメイト対応の多機能タイプも設置されている。

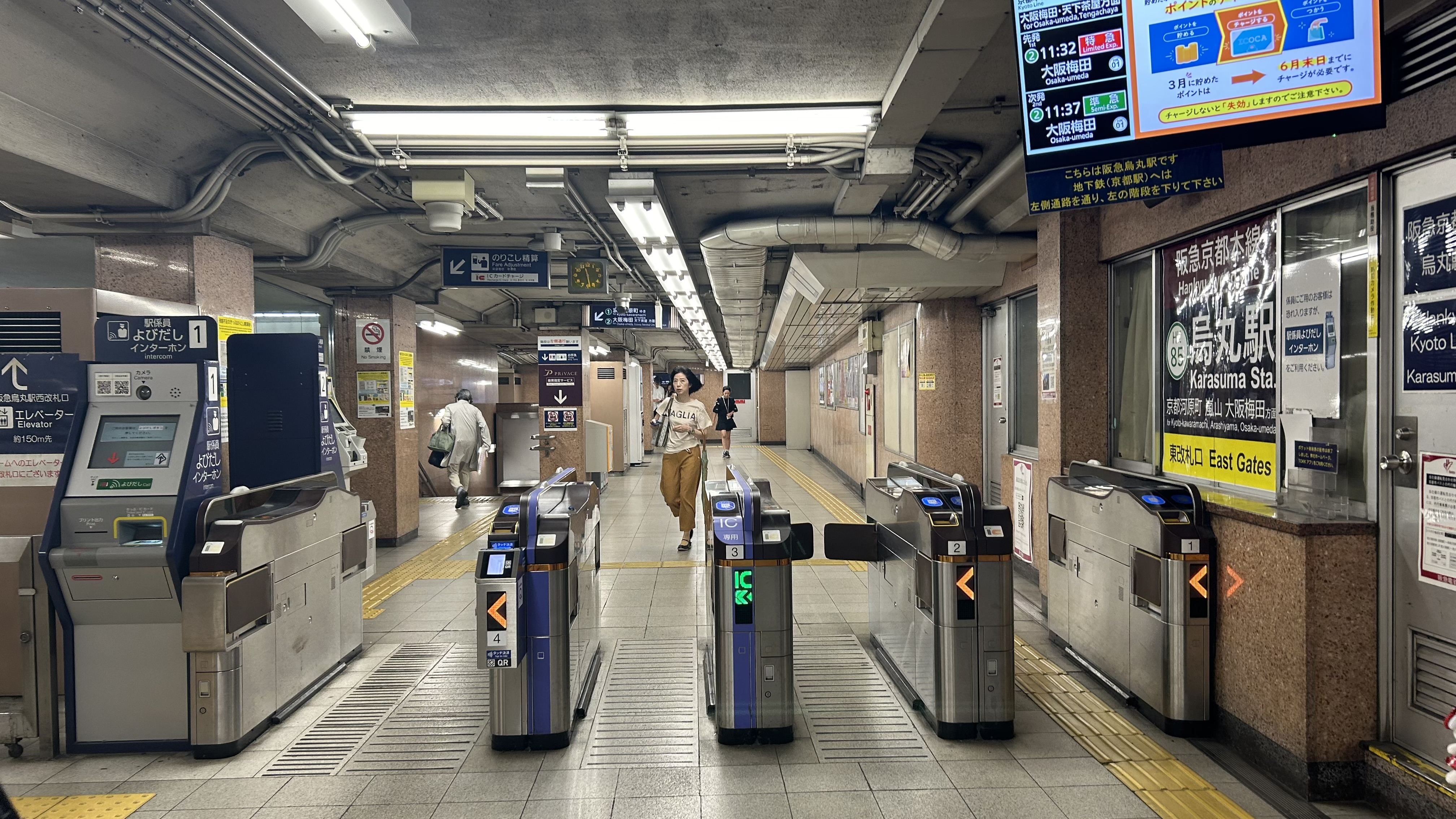
東改札口
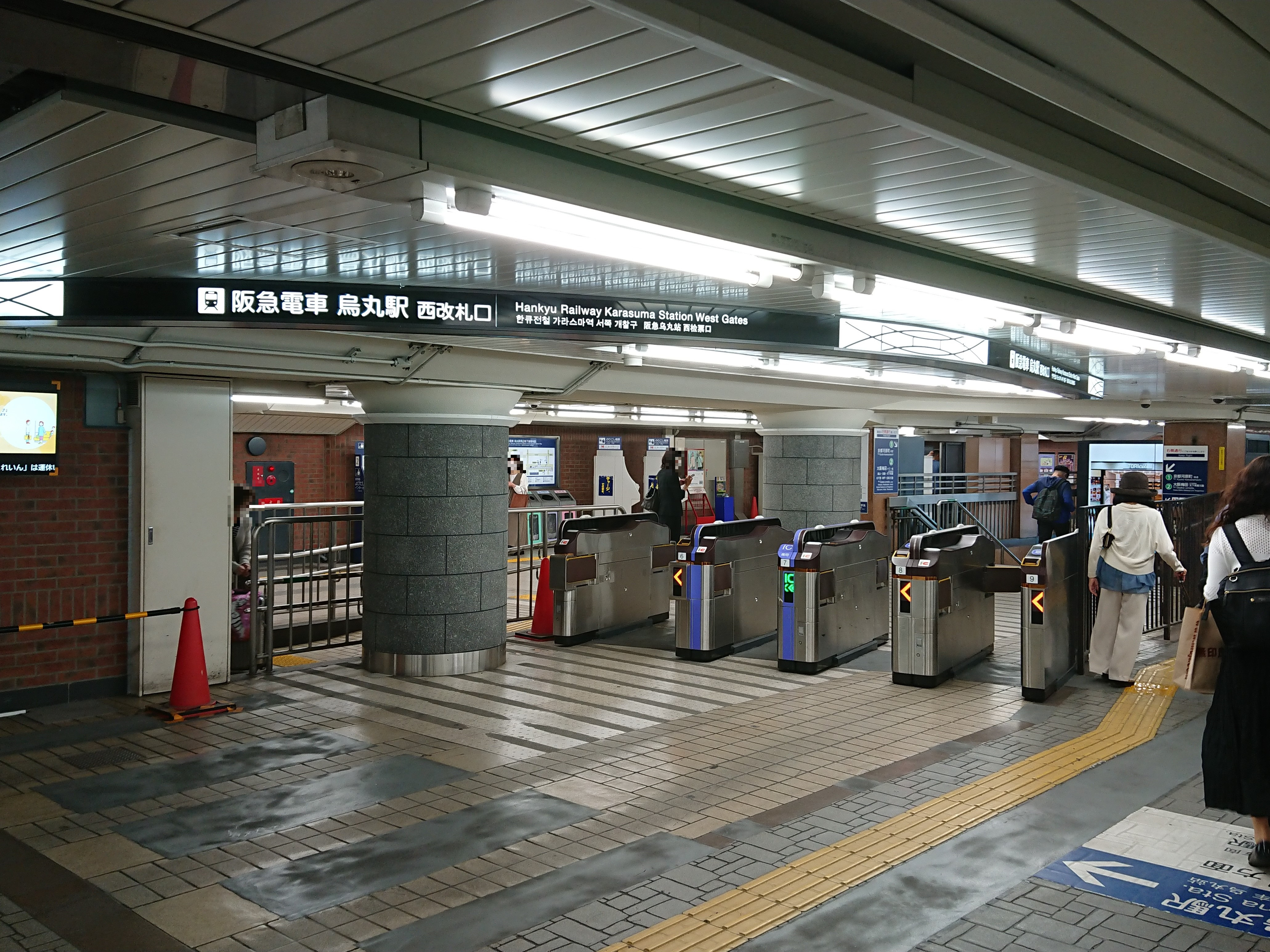
西改札口地下鉄側（2021年6月）
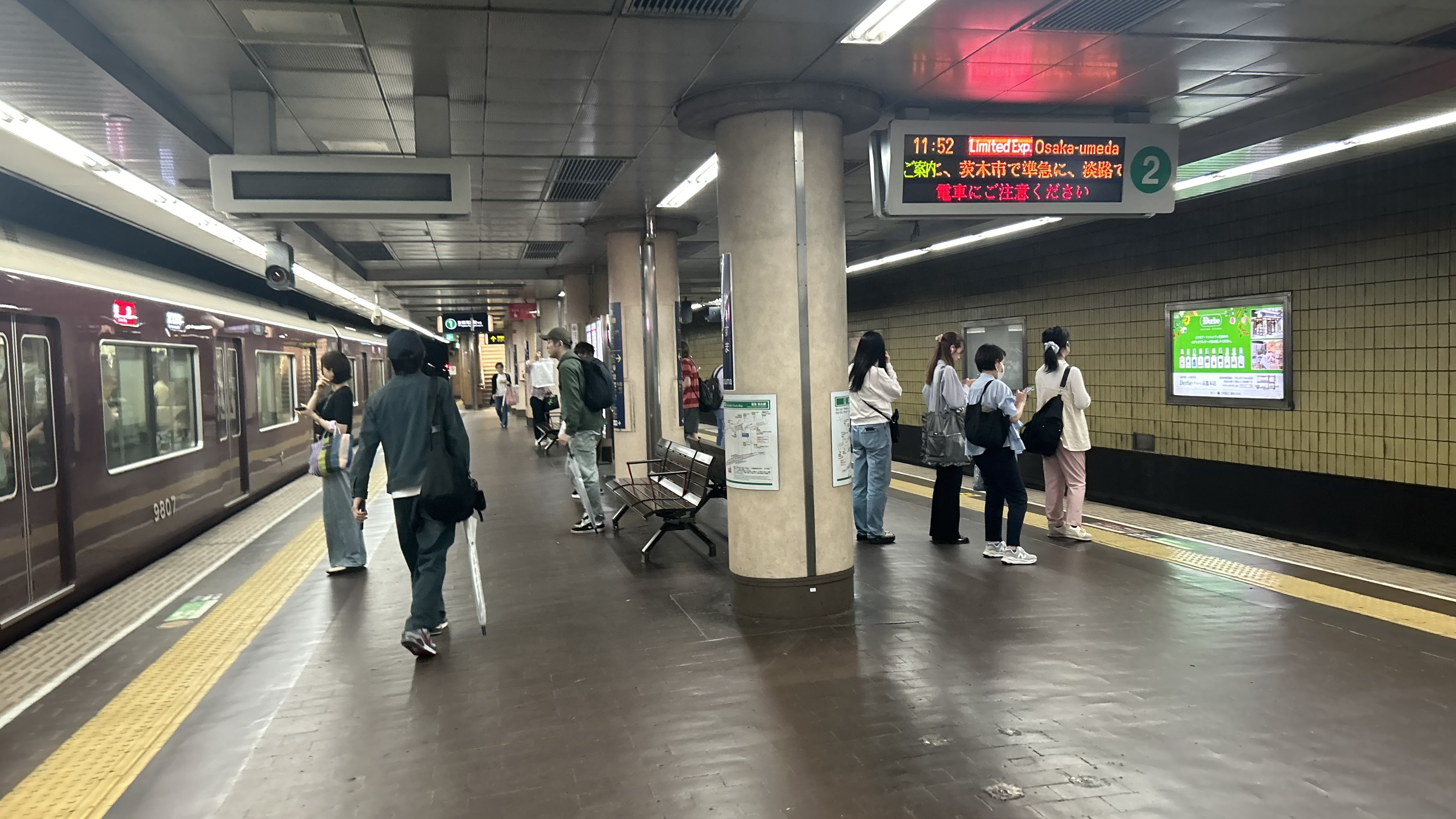
ホーム
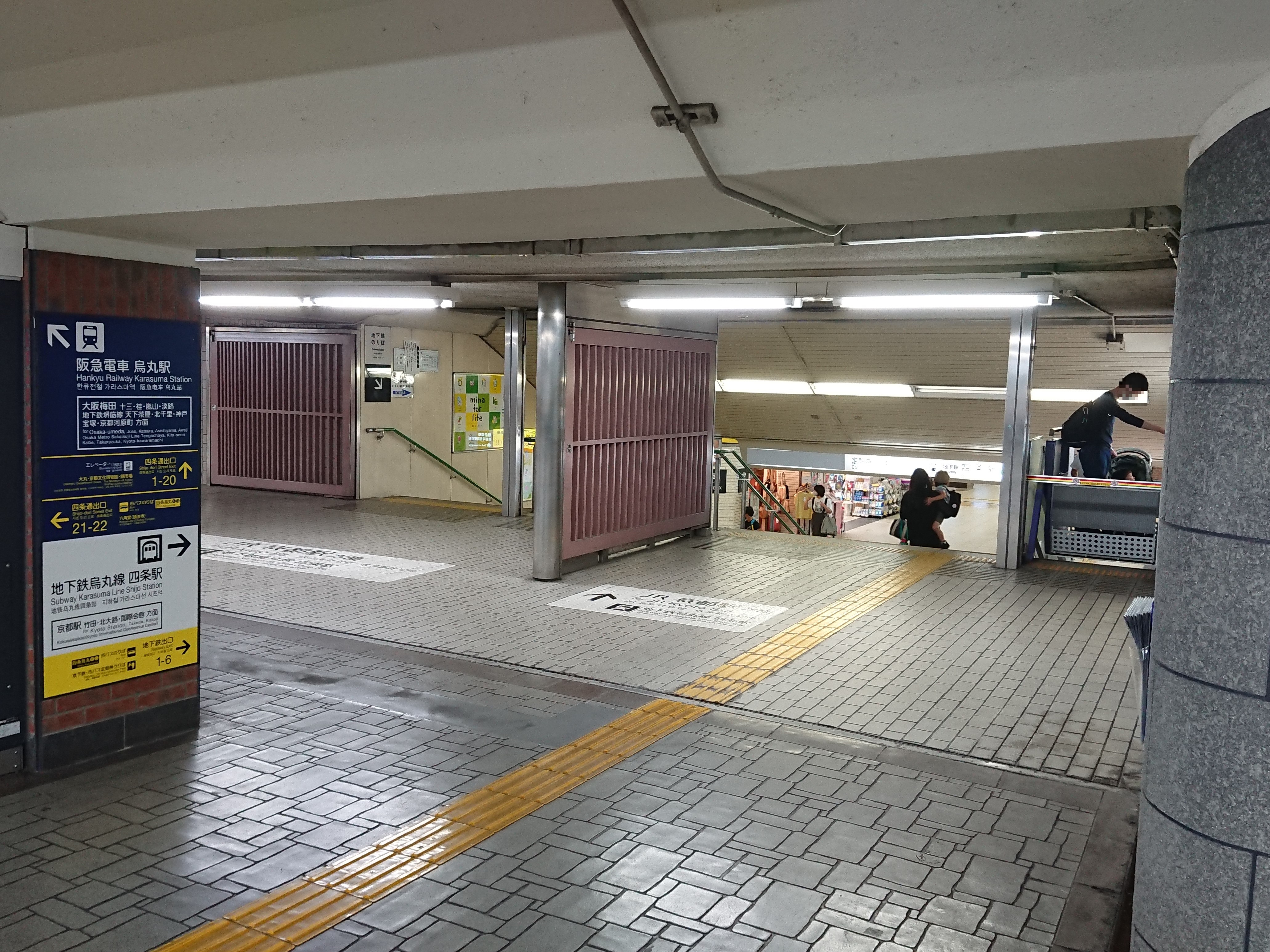
地下鉄線への連絡通路（2021年6月）
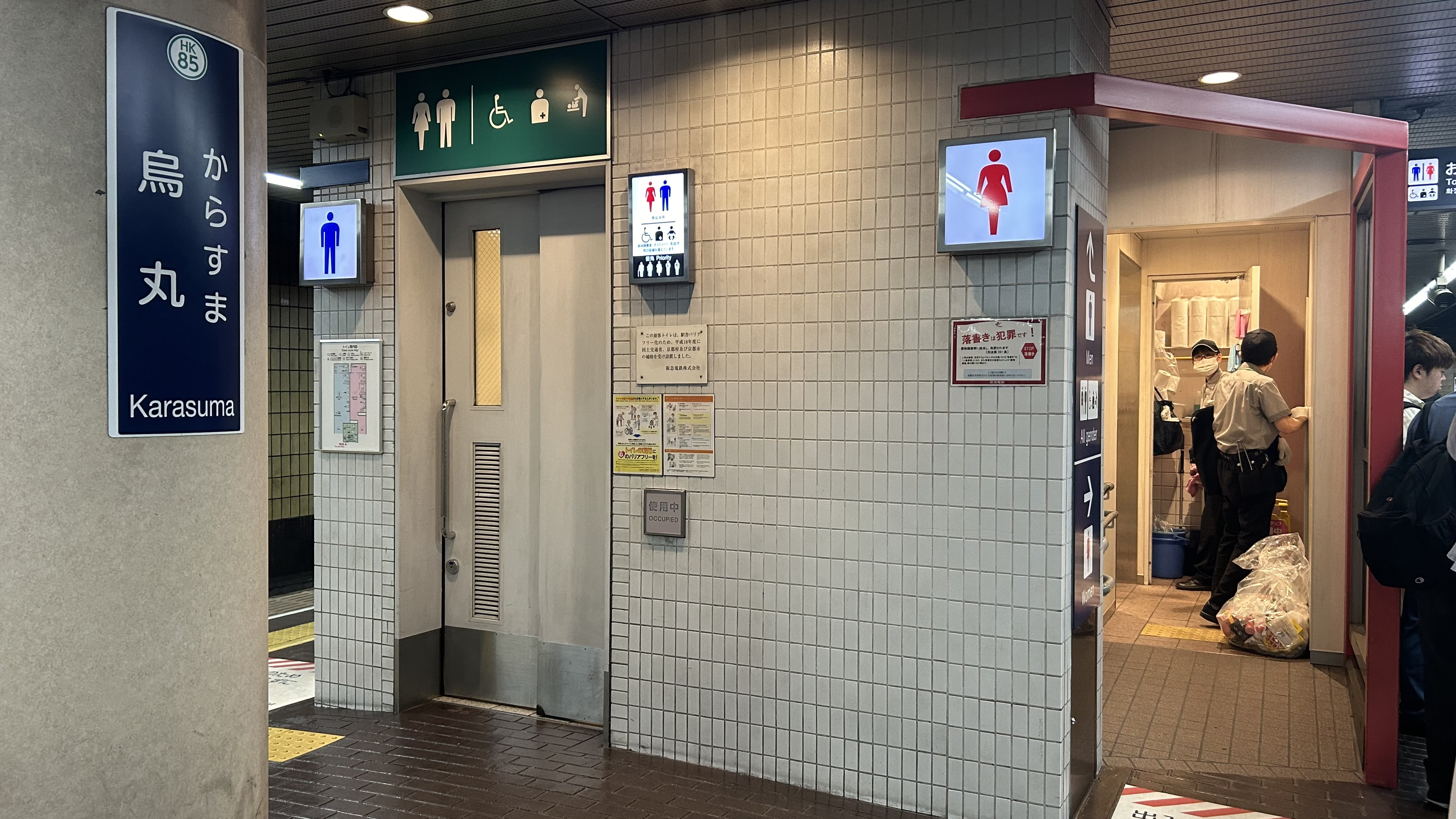
トイレ
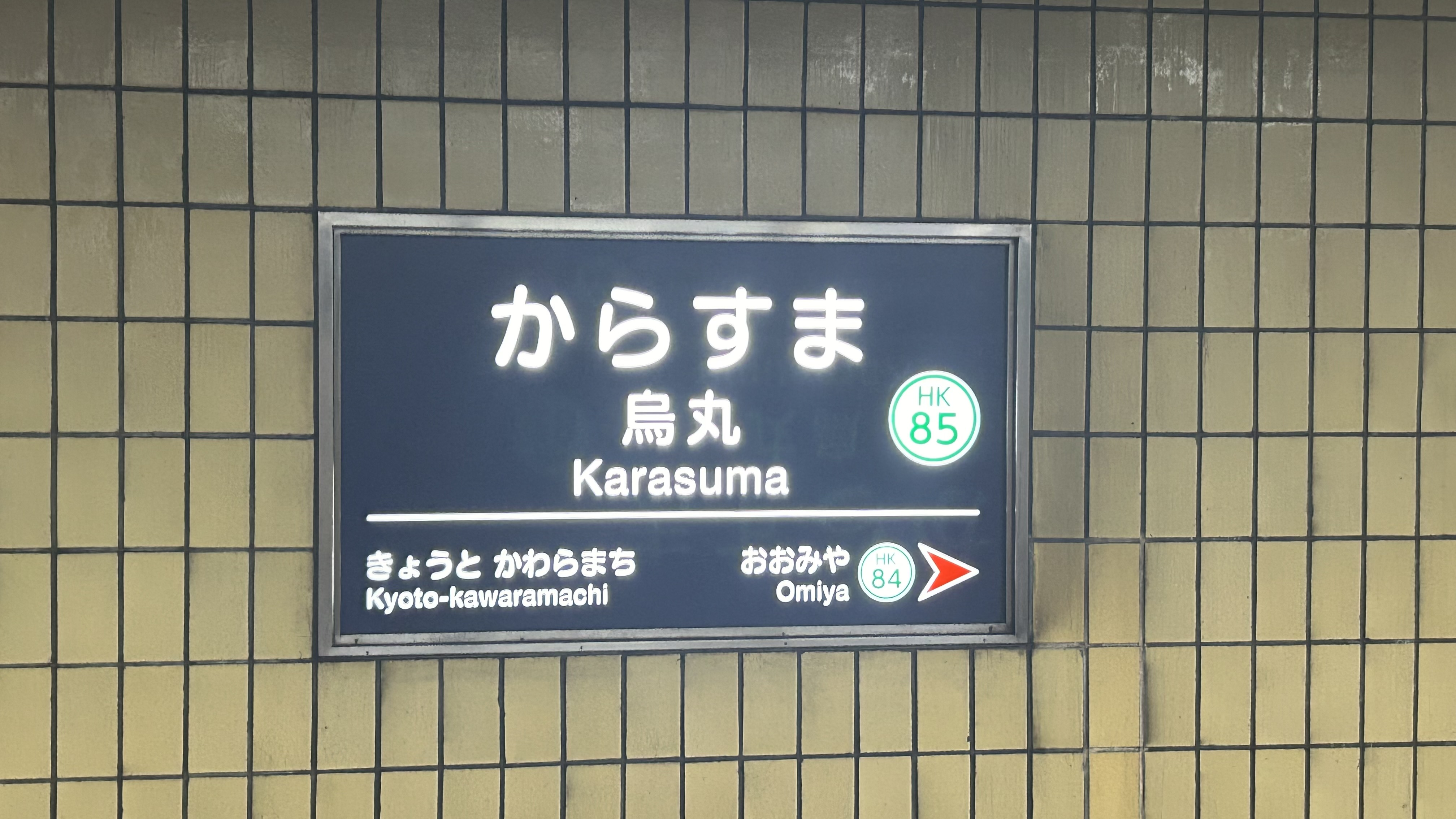
駅名標

### 配線図

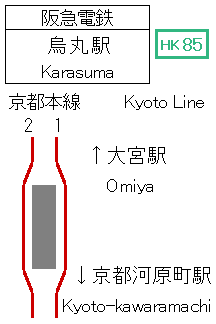
配線図

### のりば
| 号線 | 路線      | 方向 | 行先                                                   |
| ---- | --------- | ---- | ------------------------------------------------------ |
| 1    | ■京都本線 | 上り | 京都河原町行き                                         |
| 2    | ■京都本線 | 下り | 桂・高槻市・大阪梅田・天下茶屋・北千里・神戸・宝塚方面 |

### 出入口
当駅には出口番号が設定されており、13番から26番まである。ただし、13番出入口は閉鎖中。

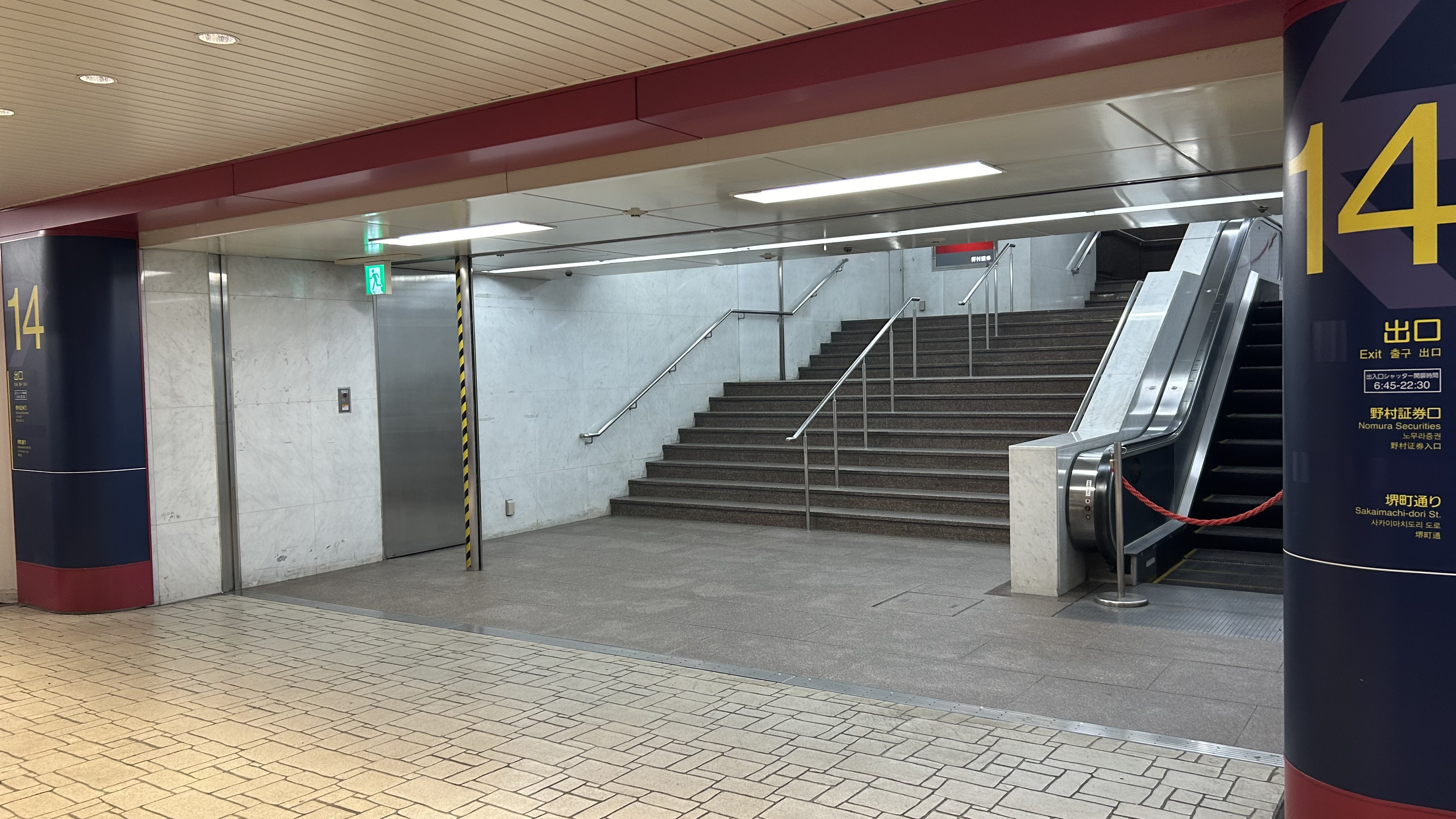
14番出入口
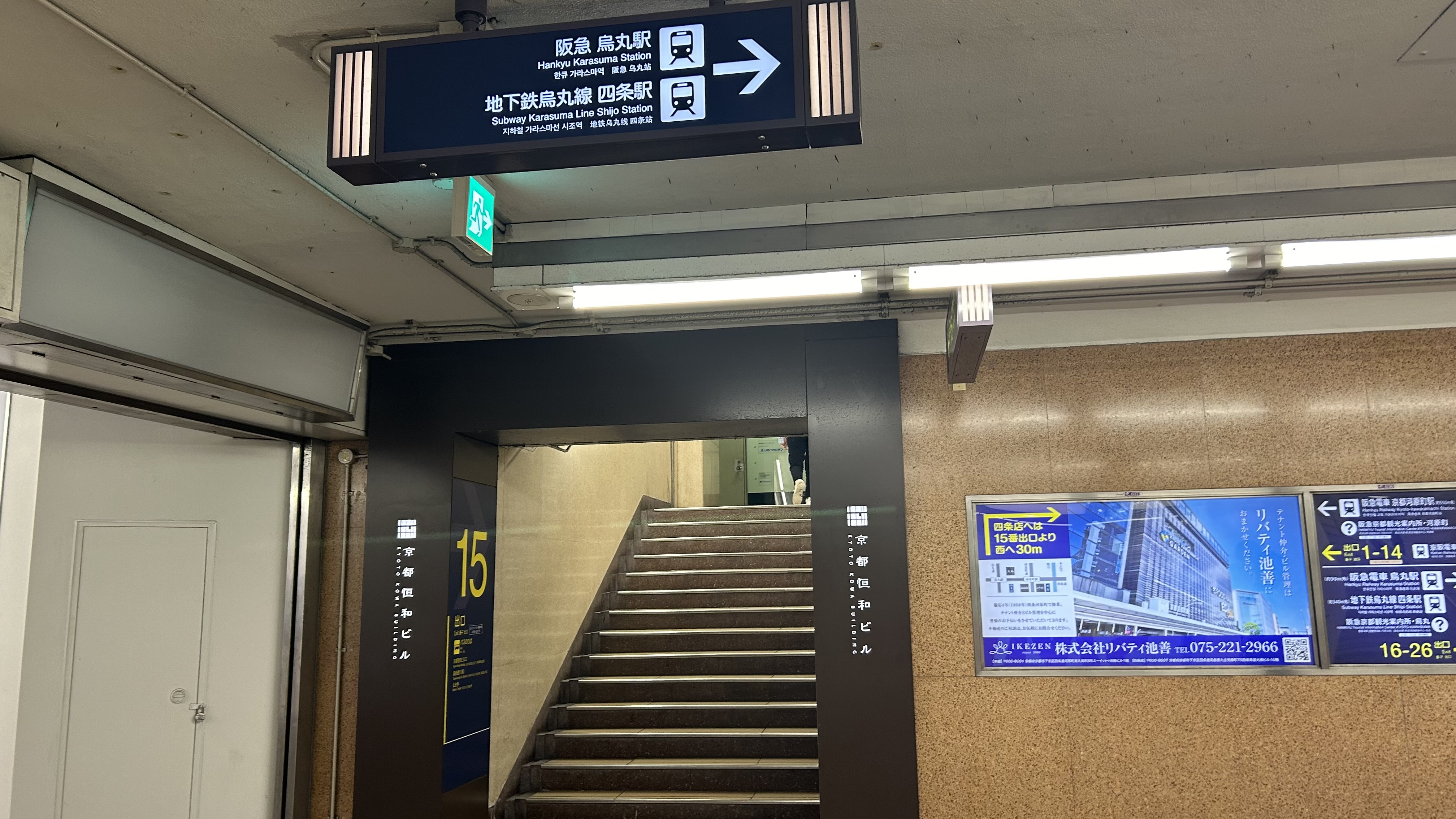
15番出入口
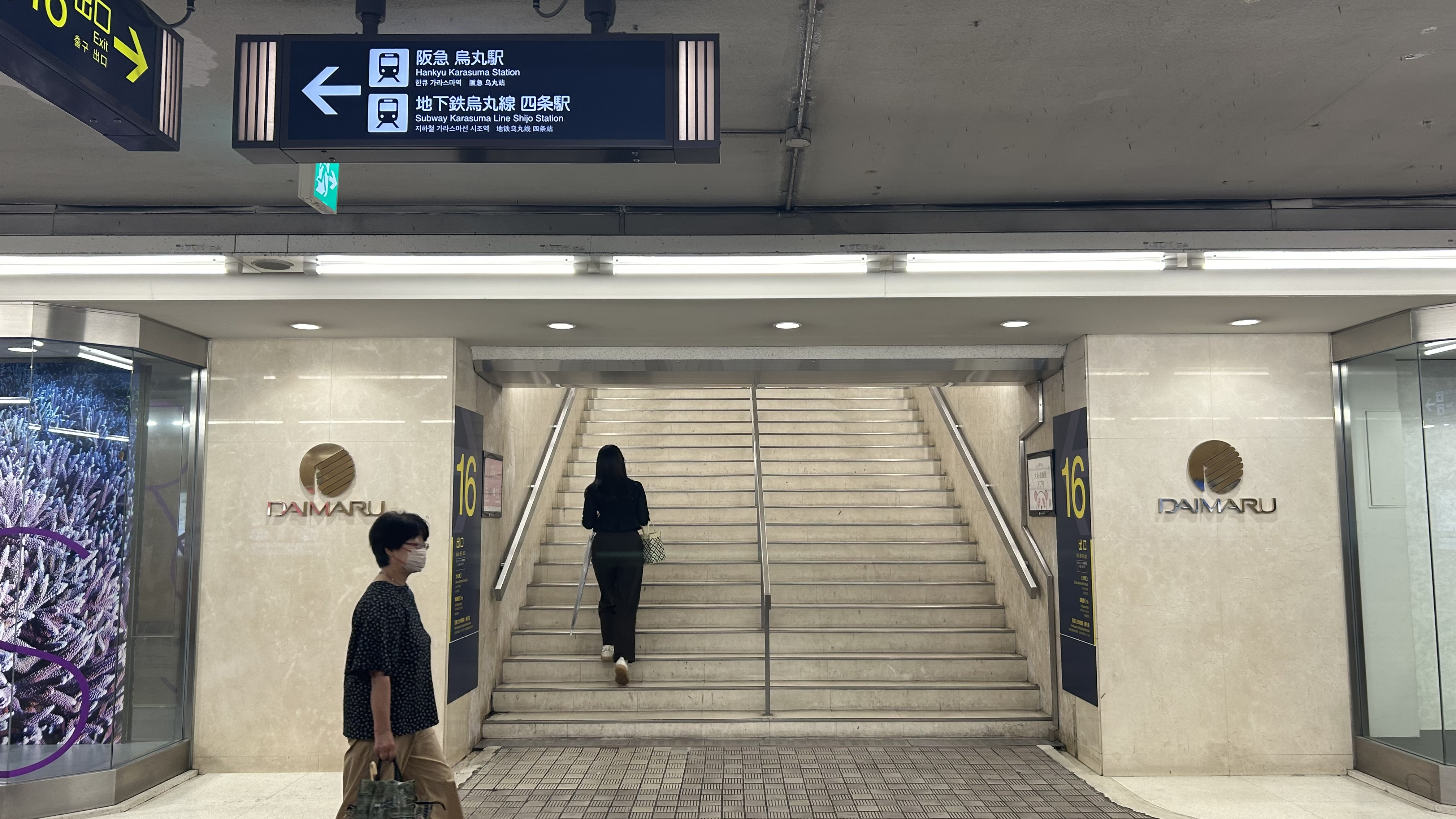
16番出入口
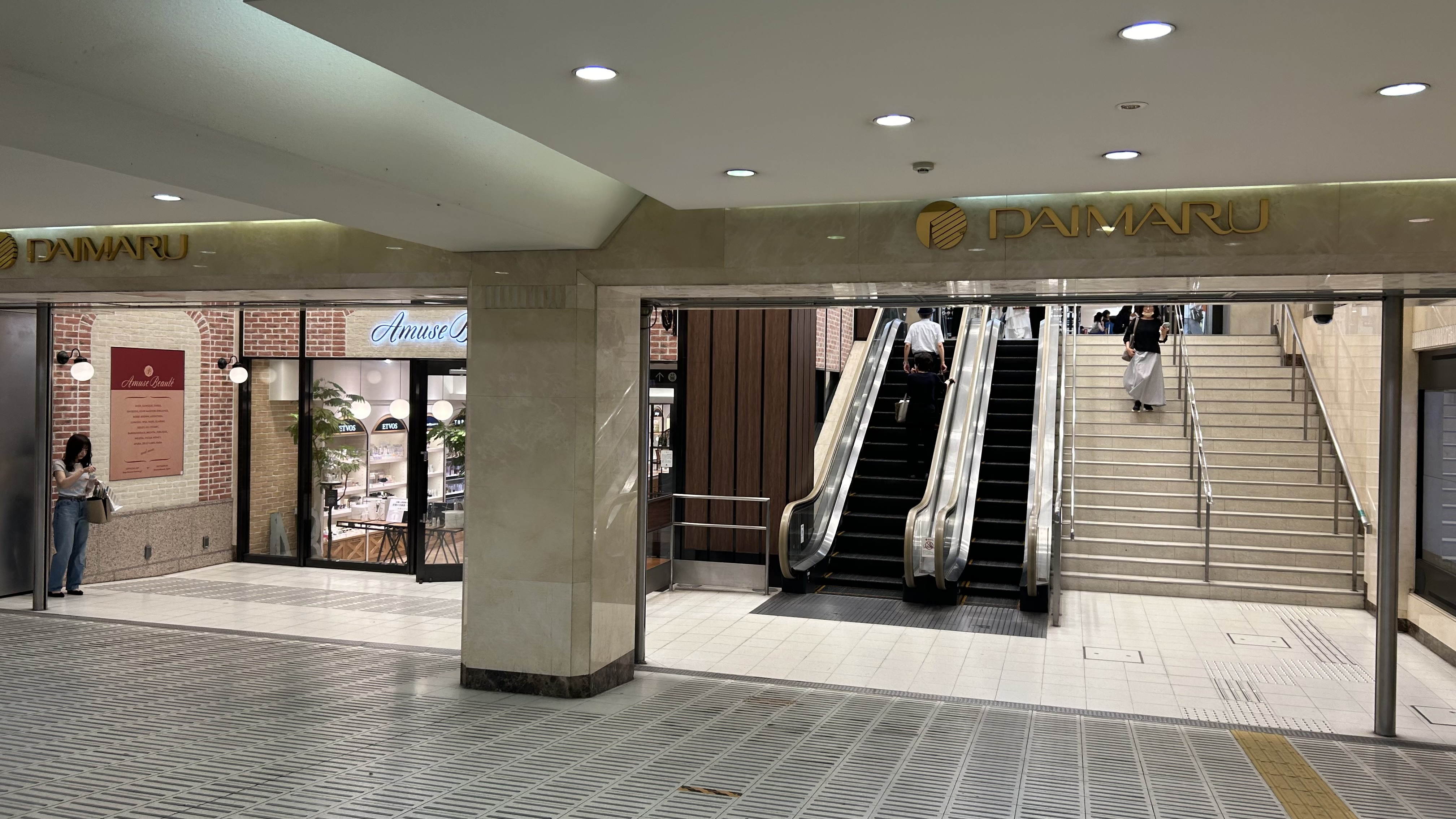
17番出入口
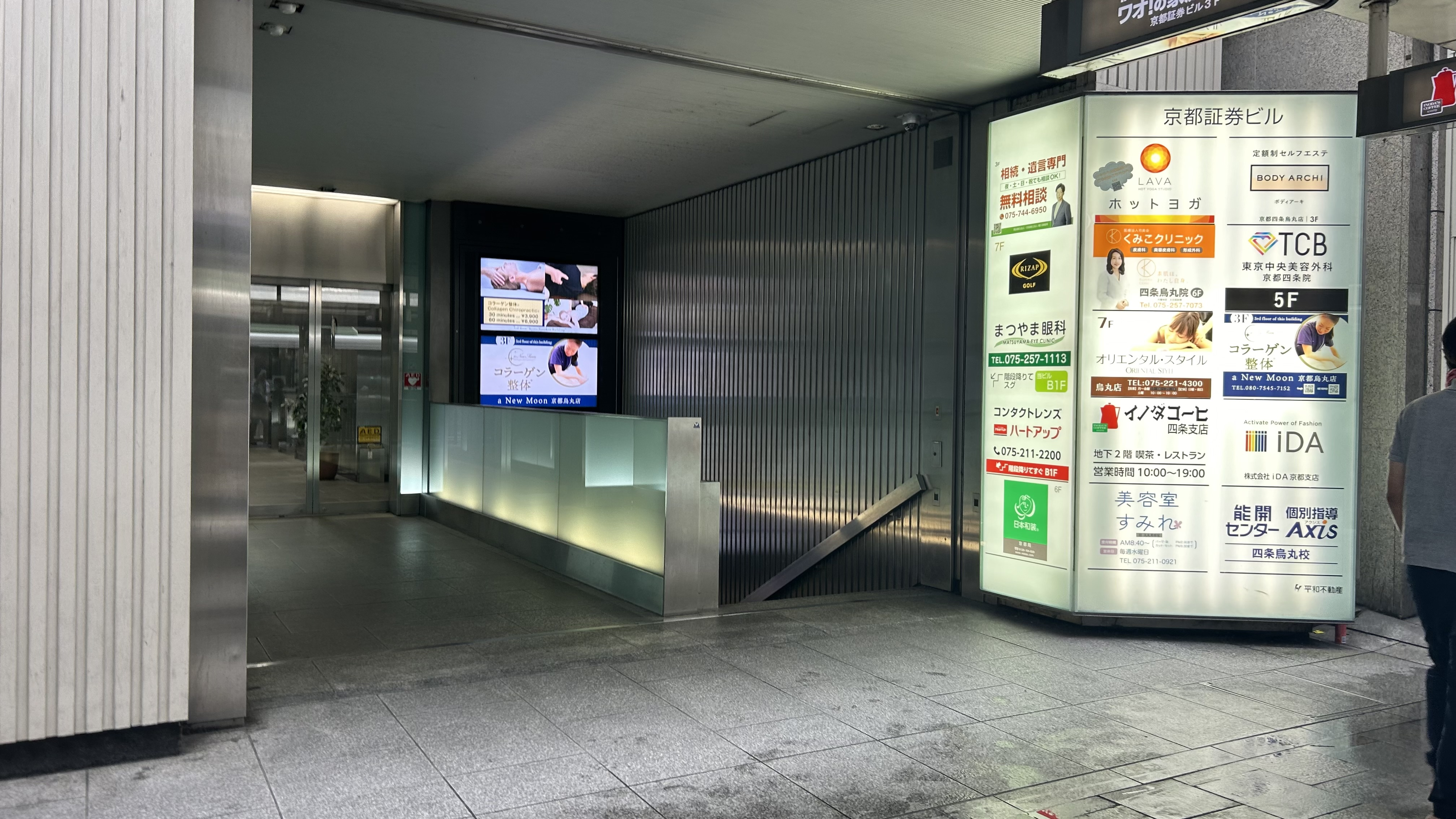
18番出入口
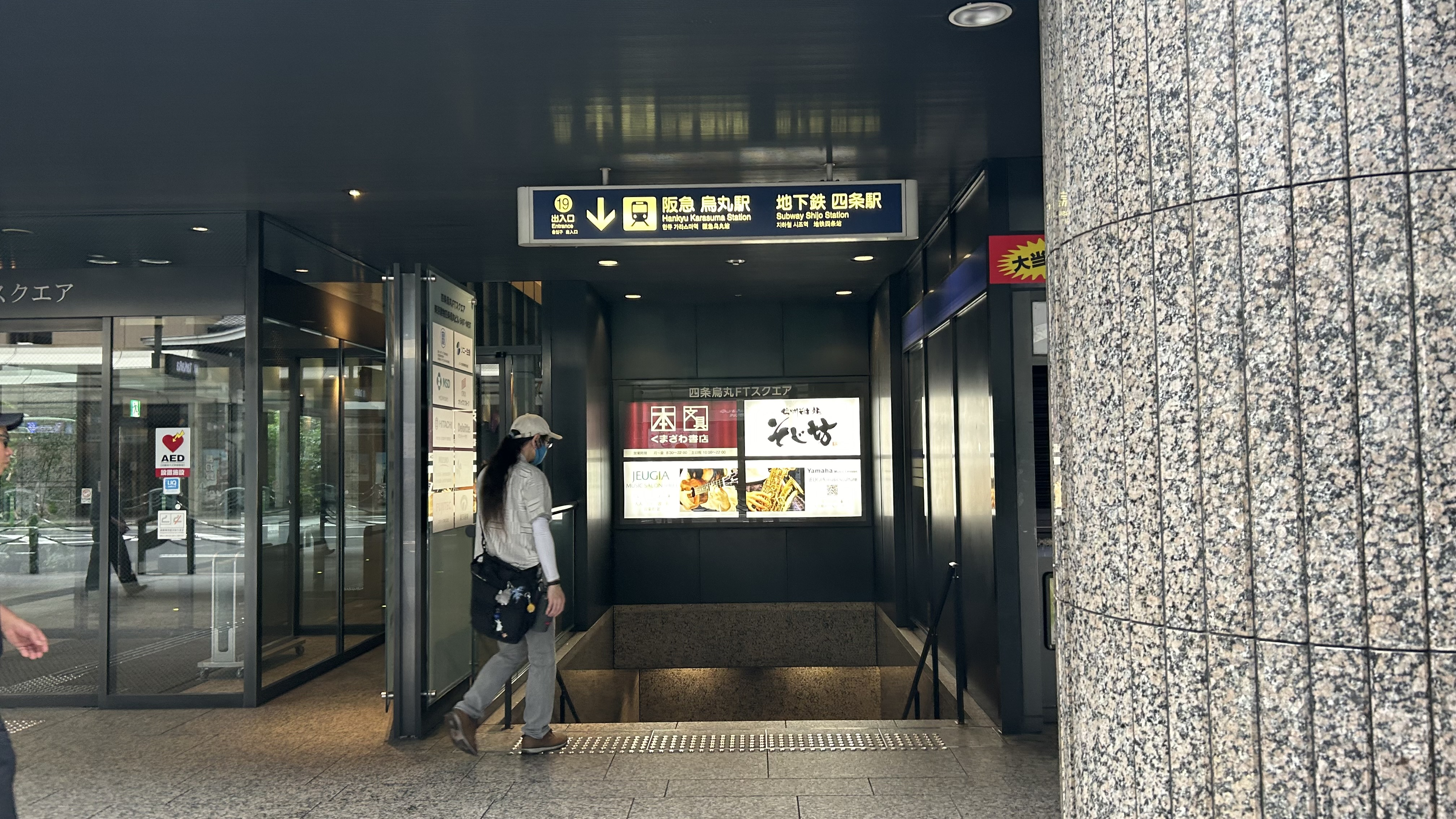
19番出入口
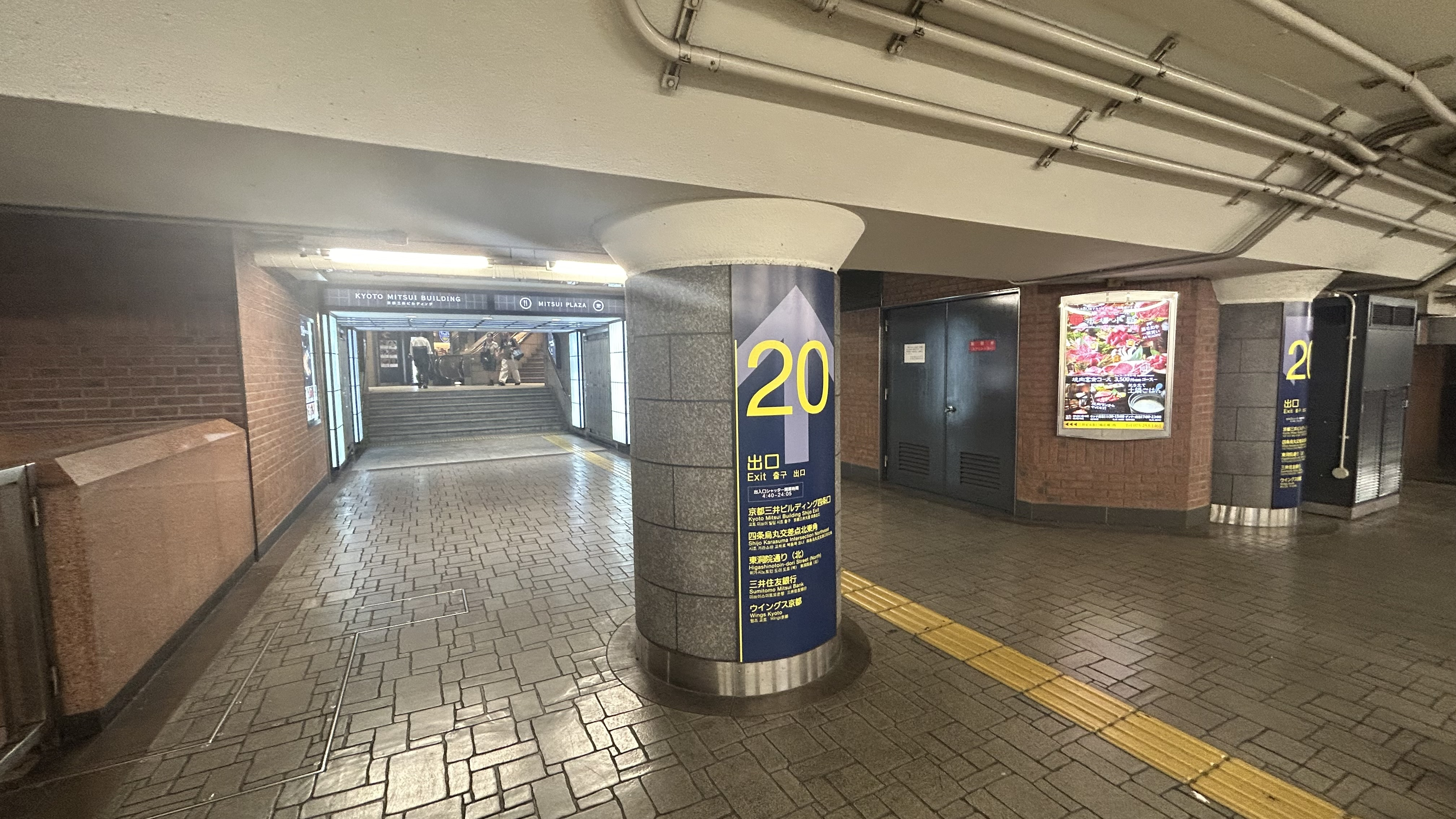
20番出入口
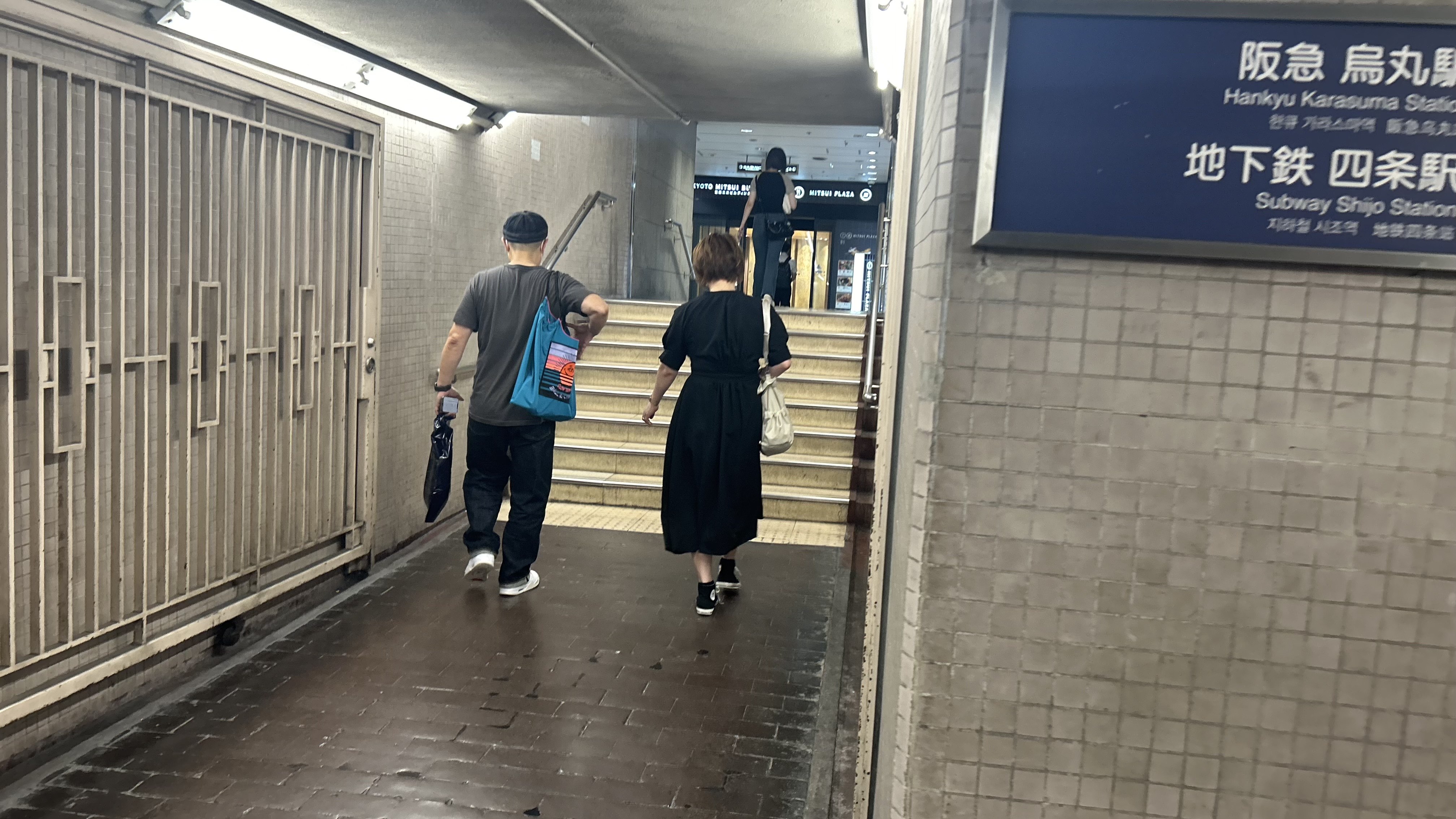
21番出入口
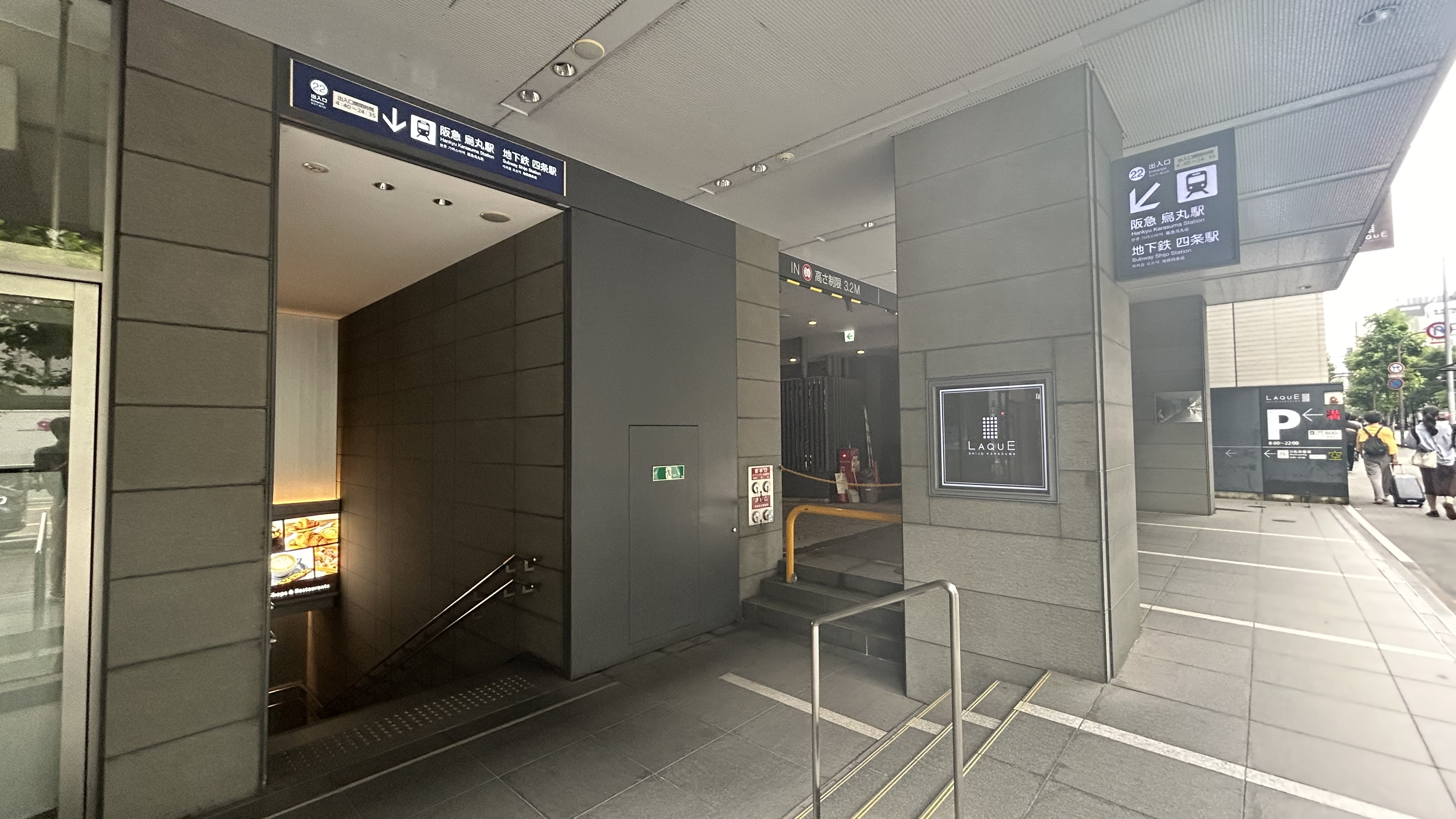
22番出入口
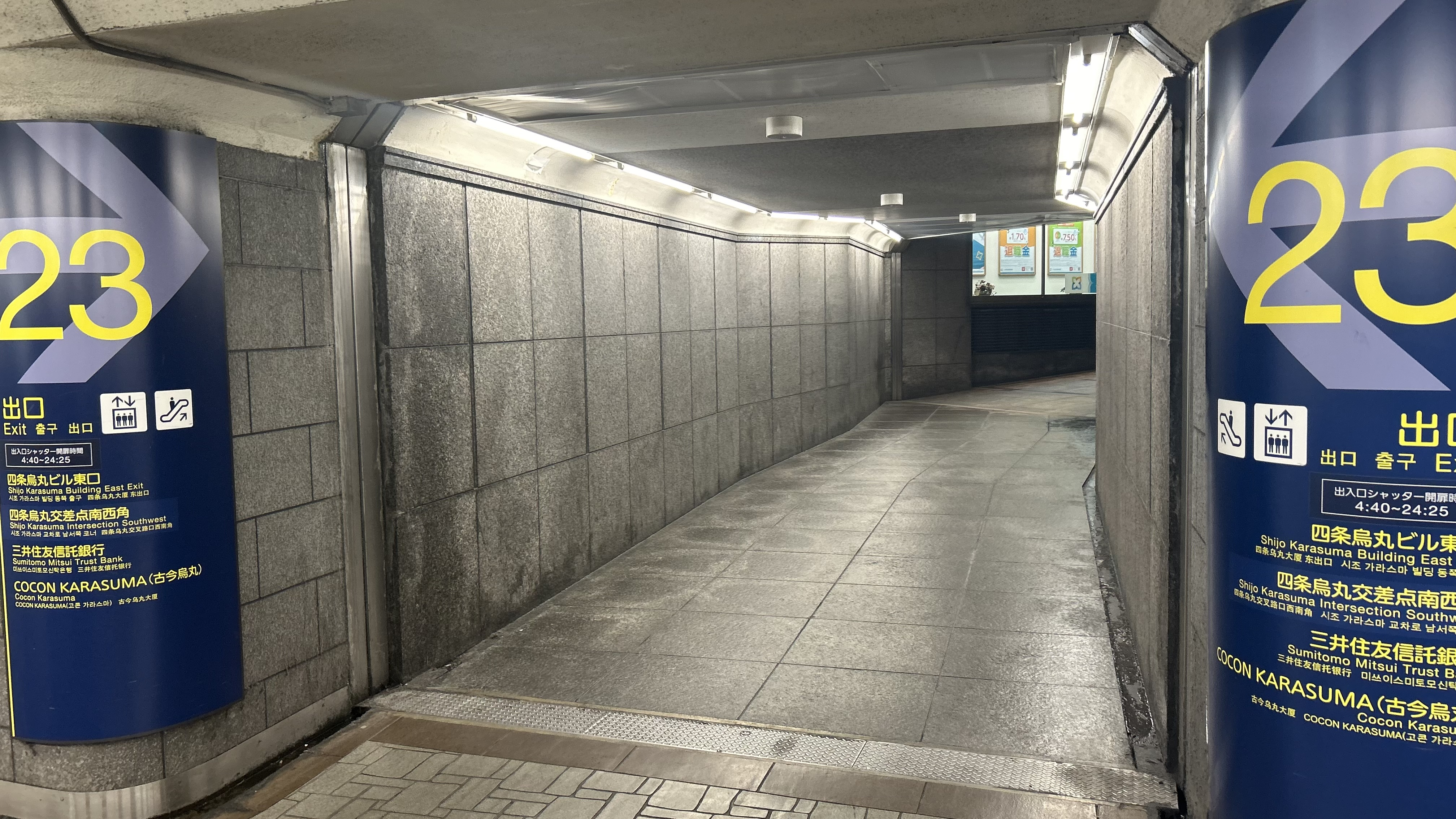
23番出入口
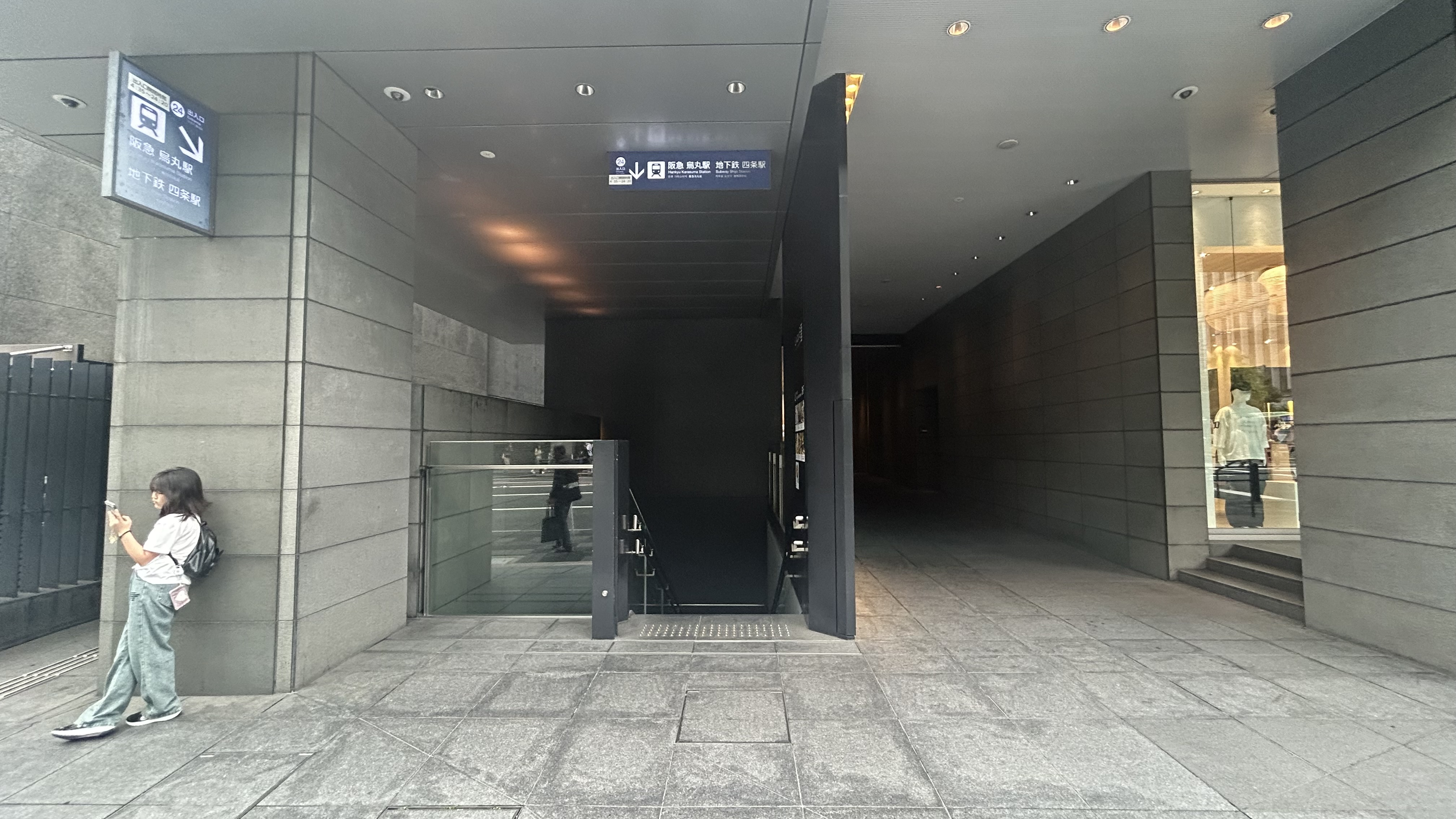
24番出入口
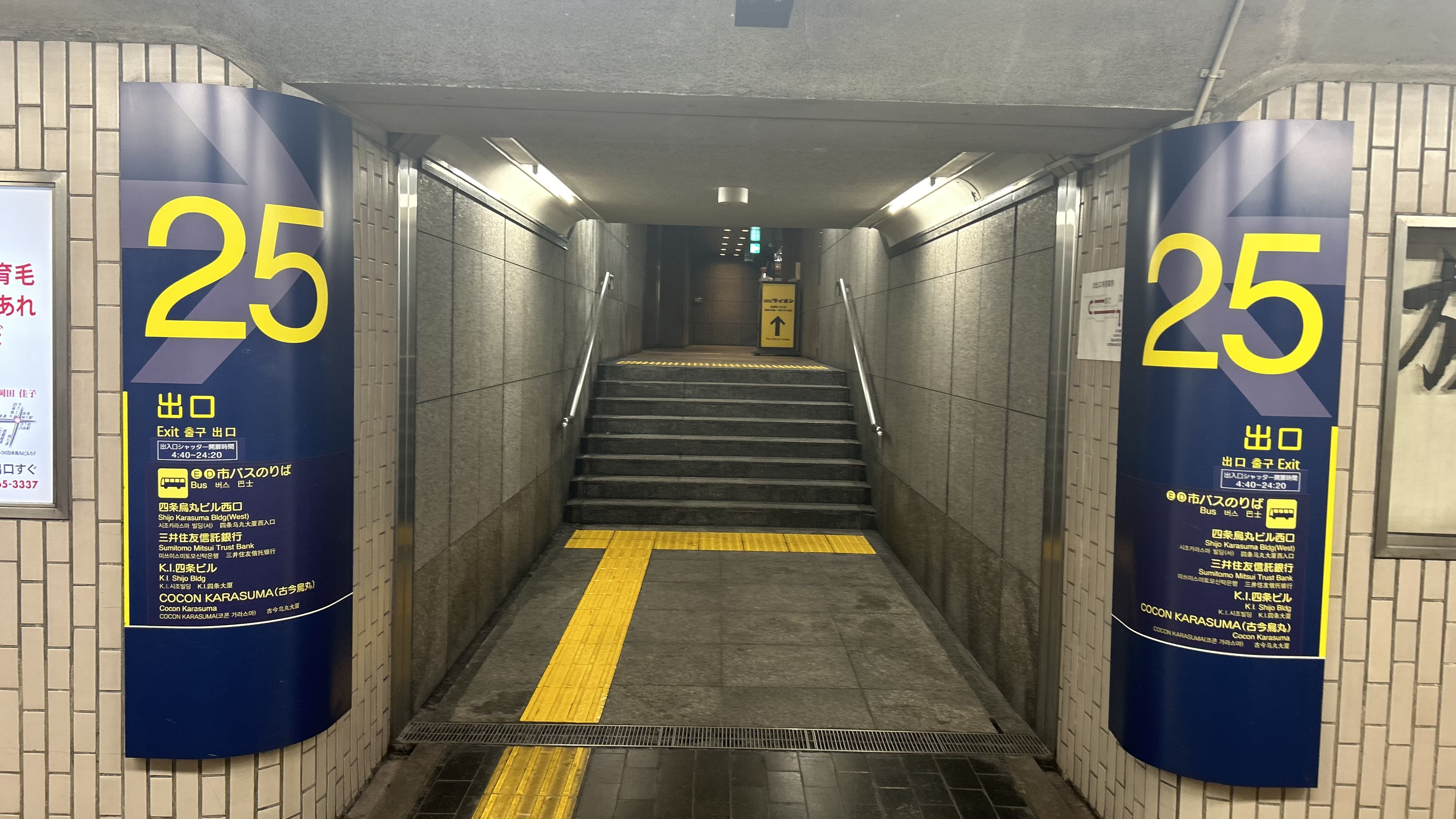
25番出入口
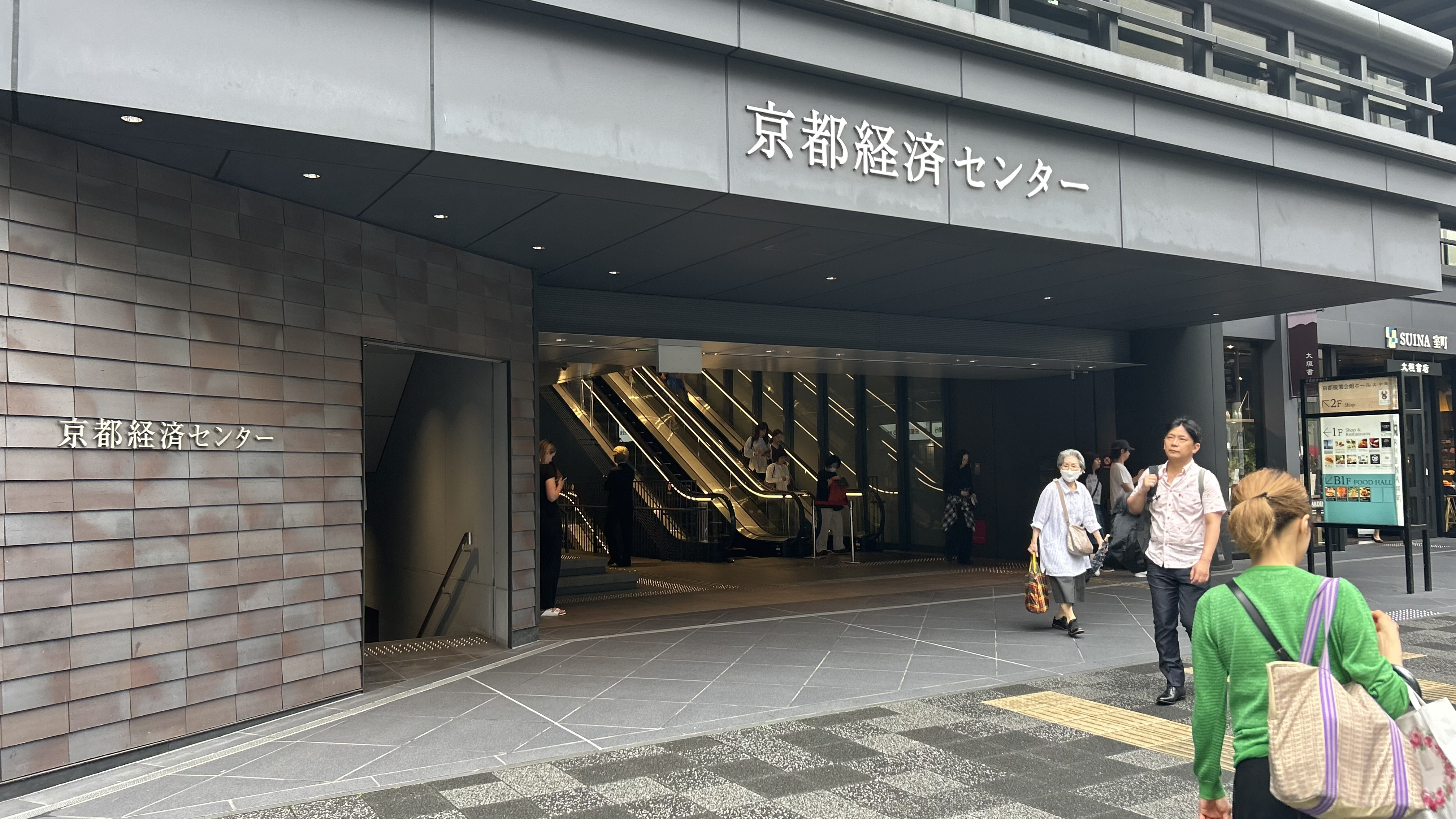
26番出入口

## 利用状況
2023年（令和5年）の通年平均乗降人員は74,449人である。阪急電鉄の駅では大阪梅田駅・神戸三宮駅・西宮北口駅に次ぐ第4位で、京都線の単独駅としては第1位と、阪急電鉄全体でも大きな役割を果たしている主要駅である。2007年までは大阪梅田駅・神戸三宮駅に次ぐ3位だったが、2008年に阪急西宮ガーデンズが開業してから西宮北口駅に抜かれた。京都市営地下鉄烏丸線四条駅との乗り換え客が多いことから、阪急京都線の終点であり京都最大の繁華街でもある四条河原町に位置する京都河原町駅より当駅の方が利用者数が多い。

### 阪急電鉄HPより
各年次の乗降人員の推移は下表の通り。
| 年次               | 乗降人員 | 増減率 | 順位 | 出典       | 備考     |
| ------------------ | -------- | ------ | ---- | ---------- | -------- |
| 2016年（平成28年） | 78,825   |        | 4位  | [ 阪急 1 ] | [ 注 2 ] |
| 2017年（平成29年） | 79,934   | 1.4%   | 4位  | [ 阪急 2 ] |          |
| 2018年（平成30年） | 80,508   | 0.7%   | 4位  | [ 阪急 3 ] |          |
| 2019年（令和元年） | 82,325   | 2.3%   | 4位  | [ 阪急 4 ] |          |
| 2020年（令和02年） | 56,083   | -31.9% | 4位  | [ 阪急 5 ] |          |
| 2021年（令和03年） | 57,182   | 2.0%   | 4位  | [ 阪急 6 ] |          |
| 2022年（令和04年） | 66,086   | 15.6%  | 4位  | [ 阪急 7 ] |          |
| 2023年（令和05年） | 74,449   | 12.7%  | 4位  |            |          |

#### 平日限定データ
2007年から2015年までのデータは平日限定となっていた。全ての年度で乗車人員・降車人員ともに判明している。
| 年次               | 乗車人員 | 降車人員 | 乗降人員 | 増減率 | 順位 | 出典        |
| ------------------ | -------- | -------- | -------- | ------ | ---- | ----------- |
| 2007年（平成19年） | 38,042   | 40,637   | 78,679   |        | 3位  | [ 阪急 8 ]  |
| 2008年（平成20年） | 37,782   | 40,038   | 77,820   | -1.1%  | 4位  | [ 阪急 9 ]  |
| 2009年（平成21年） | 37,064   | 40,004   | 77,068   | -1.0%  | 4位  | [ 阪急 10 ] |
| 2010年（平成22年） | 37,671   | 40,496   | 78,167   | 1.4%   | 4位  | [ 阪急 11 ] |
| 2011年（平成23年） | 38,186   | 41,132   | 79,318   | 1.5%   | 4位  | [ 阪急 12 ] |
| 2012年（平成24年） | 38,389   | 41,441   | 79,830   | 0.6%   | 4位  | [ 阪急 13 ] |
| 2013年（平成25年） | 39,281   | 41,430   | 80,711   | 1.1%   | 4位  | [ 阪急 14 ] |
| 2014年（平成26年） | 40,458   | 42,769   | 83,227   | 3.1%   | 4位  | [ 阪急 15 ] |
| 2015年（平成27年） | 41,387   | 43,652   | 85,039   | 2.2%   | 4位  | [ 阪急 16 ] |

### 府・市の統計書より
各年の利用状況は下表の通り。府の統計書では各年度の乗車人員が、市の統計書では各年次の乗車人員・降車人員が公表されている。
それぞれのデータ（単位：千人）を日数で除した数値を記載している。
| 年度/年次          | 各年度 乗車人員 | 各年次 乗降人員 | 出典          |
| ------------------ | --------------- | --------------- | ------------- |
| 1991年（平成03年） | 45,290          | -               | [ 京都府 1 ]  |
| 1992年（平成04年） | 44,373          | -               | [ 京都府 2 ]  |
| 1993年（平成05年） | 46,951          | -               | [ 京都府 3 ]  |
| 1994年（平成06年） | 45,460          | -               | [ 京都府 4 ]  |
| 1995年（平成07年） | 44,257          | -               | [ 京都府 5 ]  |
| 1996年（平成08年） | 66,312          | -               | [ 京都府 6 ]  |
| 1997年（平成09年） | 43,866          | 90,205          | [ 京都府 7 ]  |
| 1998年（平成10年） | 42,712          | 86,688          | [ 京都府 8 ]  |
| 1999年（平成11年） | 41,926          | 88,362          | [ 京都府 9 ]  |
| 2000年（平成12年） | 41,194          | 87,131          | [ 京都府 10 ] |
| 2001年（平成13年） | 40,717          | 84,597          | [ 京都府 11 ] |
| 2002年（平成14年） | 39,895          | 83,444          | [ 京都府 12 ] |
| 2003年（平成15年） | 39,459          | 82,115          | [ 京都府 13 ] |
| 2004年（平成16年） | 38,720          | 80,590          | [ 京都府 14 ] |
| 2005年（平成17年） | 42,021          | 85,589          | [ 京都府 15 ] |
| 2006年（平成18年） | 41,219          | 84,775          | [ 京都府 16 ] |
| 2007年（平成19年） | 42,806          | 87,441          | [ 京都府 17 ] |
| 2008年（平成20年） | 43,158          | 89,153          | [ 京都府 18 ] |
| 2009年（平成21年） | 38,956          | 82,786          | [ 京都府 19 ] |
| 2010年（平成22年） | 40,432          | 83,485          | [ 京都府 20 ] |
| 2011年（平成23年） | 40,658          | 85,044          | [ 京都府 21 ] |
| 2012年（平成24年） | 41,756          | 86,575          | [ 京都府 22 ] |
| 2013年（平成25年） | 43,055          | 89,568          | [ 京都府 23 ] |
| 2014年（平成26年） | 41,844          | 86,118          | [ 京都府 24 ] |
| 2015年（平成27年） | 44,784          | 92,714          | [ 京都府 25 ] |
| 2016年（平成28年） | 45,899          | 95,711          | [ 京都府 26 ] |
| 2017年（平成29年） | 45,732          | 96,617          | [ 京都府 27 ] |
| 2018年（平成30年） | 46,411          | 95,586          | [ 京都府 28 ] |
| 2019年（令和元年） | 47,344          | 97,563          | [ 京都府 29 ] |
| 2020年（令和02年） | 35,526          | 73,225          | [ 京都府 30 ] |
| 2021年（令和03年） | 34,844          | 71,424          | [ 京都府 31 ] |
| 2022年（令和04年） | 39,400          | 81,471          | [ 京都府 32 ] |

## 隣の駅
阪急電鉄
■京都本線
■快速特急・■特急
桂駅 (HK-81) - 烏丸駅 (HK-85) - 京都河原町駅 (HK-86)
■通勤特急・■準特急・■急行・■準急・■普通
大宮駅 (HK-84) - 烏丸駅 (HK-85) - 京都河原町駅 (HK-86)

### 記事本文